# (8561) Sikoruk
(8561) Sikoruk – planetoida z pasa głównego asteroid okrążająca Słońce w ciągu 5 lat i 175 dni w średniej odległości 3,11 au. Została odkryta 26 września 1995 roku w Kaukaskim Obserwatorium Uniwersytetu w Kazaniu przez Timura Kriaczkę. Nazwa planetoidy pochodzi od Leonida Leonidowicza Sikoruka (ur. 1937), popularyzatora astronomii w Rosji. Nazwa została zaproponowana przez użytkowników forum astronomicznego portalu www.astronomy.ru. Przed nadaniem nazwy planetoida nosiła oznaczenie tymczasowe (8561) 1995 SO29.